# Середній вік
Середній вік — віковий період життя людини від молодості до старості. 

## Варіанти визначень періоду середнього віку людини
Західні вчені визначають його межі по-різному: початок — від кінця третього десятиліття до 40 років, кінець — від кінця четвертого десятиліття до 60 років. 
У віковій періодизації, яка була прийнята на симпозиумі АПН РРФСР у 1965 році, під середнім віком розумівся весь період життя від юнацького віку до похилого віку, однак в ньому виділялися два періоди: для чоловіків — від 22 до 35 років і від 36 до 60 років; для жінок — від 21 до 35 років і від 36 до 55 років
У періодизації Еріка Еріксона середній вік відсутній, однак відповідає початковому періоду восьмої фази — старший дорослий вік і старість. Еріксон характеризує цю фазу в цілому як період цілістності особистості або її роздвоєності, відчаю.
За інформацією з англійського словника Коллінза, зазвичай вважається, що цей вік займає період від 40 до 60 року життя.
Оксфордський словник англійської мови дає певне визначення, що це дещо пізніше віку виходу на пенсію, а це означає, що середній вік — це від 45 до 65 років. Згідно свідченням перепису населення США — середній вік становить від 45 до 65 років.

## Фізіологія
Фізиологічно середній вік характеризується очевидним виявленням ознак старіння: шкіра втрачає пружність, волосся сивіє, зменшується зріст, можливі значні зміни ваги і співвідношення м'язів і жирових відкладень. З віком також знижується фертильність. Однак серед людей, що ведуть різний спосіб життя, може зустрічатись значна відмінність фізіологічного стану.

## Психологія
На початок середнього віку доводиться так звана «криза середнього віку» (або «криза середини життя»), що обумовлена втратою сенсу життя як особистісних досягнень, усвідомленням кінцевості життя і неможливості почати її знову. Методом подолання кризи може бути перемикання з власних потреб на суспільні і здобуття нового сенсу життя в служінні суспільству і майбутнім поколінням.

## Інтелект
На середній вік доводиться другий оптимум інтелектуальної діяльності для вчених, філософів, політиків; при цьому початок періоду характеризується спадом творчої активності цих професій. В цілому спостерігається стабільність інтелекту, при цьому вербальна складова відчуває значний підйом. Процес інтелектуального старіння безпосередньо пов'язаний з інтелектуальною активністю: постійні розумові вправи дозволяють запобігти зниження інтелектуальних здібностей аж до 60-річного віку.